# Sé (distrito de São Paulo)
Sé é um distrito situado na região central do município de São Paulo e é administrado pela Subprefeitura da Sé. Forma, juntamente com o distrito da República, o chamado Centro Histórico de São Paulo.
Trata-se do distrito em que está localizado o Pátio do Colégio, ponto no qual a cidade de São Paulo foi fundada em 1554; a Praça da Sé, onde se encontra o "marco zero" do município e a Catedral Metropolitana de São Paulo; a Faculdade de Direito da Universidade de São Paulo; a sede do Tribunal de Justiça de São Paulo; o Edifício Martinelli; a Prefeitura Municipal; a Brasil, Bolsa, Balcão (B3); a sede do Ministério Público do Estado de São Paulo; o Edifício Altino Arantes (Banespa); o Mercado Municipal e o Mosteiro de São Bento, entre outros pontos de interesse.
O distrito é atendido pelas linhas 1-Azul e 3-Vermelha do Metrô de São Paulo e pelo Expresso Tiradentes da SPTrans.
Curiosamente, dentro desse distrito encontra-se a parte mais conhecida do bairro da Liberdade, embora também haja um distrito com este nome. A parte mais movimentada da Rua Galvão Bueno, a Praça da Liberdade e a Estação Japão-Liberdade do Metrô estão, oficialmente, dentro do distrito da Sé.
O distrito da Sé forma, junto com o da República, o chamado Centro Histórico de São Paulo. Porém, neste último, a ocupação efetiva iniciou-se apenas no século XIX e só ganhou força no início do século XX, após a construção do Viaduto do Chá.

## História
A palavra Sé vem do latim sedes, significando sede ou fundação. Grosso modo, a área do distrito da Sé corresponde à ocupação mais antiga da cidade (iniciada no Século XVI), conhecida como o "Centro Velho" (não confundir com o "Centro Histórico"), que se formou numa espécie de colina ou platô em formato de "V", cercada pelos rios Anhangabaú — de um lado — e Tamanduateí — do outro. Essa área era delimitada pelas vias de ligação entre quatro pontos principais: as igrejas da Sé, do Carmo, de São Bento e de São Francisco (correspondendo às atuais ruas Senador Feijó, Anita Garibaldi, Roberto Simonsen, Boa Vista e Líbero Badaró).
A cidade de São Paulo foi fundada em 25 de janeiro de 1554, no local onde hoje se situa o Pátio do Colégio, com uma missa inaugural realizada por um grupo de 12 jesuítas, comandados por Manuel de Paiva e por ordem de Manuel da Nóbrega. Esse grupo também foi responsável pelo aldeamento da Vila São Paulo de Piratininga.
Em 1556, sobre a primitiva capela existente no local, nasceu uma igreja, juntamente com um grande colégio.
Em 1º de novembro do mesmo ano, ao ser inaugurada a nova igreja do colégio, foi realizada uma representação do drama da Paixão, com a ativa participação de jovens índios discípulos de Anchieta.
Em 1793, o Pátio do Colégio recebeu a Casa da Ópera, construída com barro socado em taipas, considerada padrão na época. Dirigida por estudantes de direito, ficou conhecida como "Teatrinho do Palácio" e funcionou até 1860.
Em 1820, de acordo com Afonso de Taunay, a Sé incluía as "freguesias do Bom Jesus do Brás e Santa Efigênia". A Sé era dividida em duas partes: a Sé Sul, com nove quarteirões, e a Sé Norte, com 19 quarteirões. Seus limites geográficos eram definidos pelos rios Tamanduateí e Anhangabaú.
Em 1860, foi construída uma caixa d'água para abastecer a Freguesia da Sé, na Rua Cruz Preta (atualmente Rua Quintino Bocaiúva), além de ter sido realizada a arborização dos principais largos paulistanos. Em 1864, foi inaugurado o Teatro São José, no Largo São Gonçalo, atual fundo da catedral da Sé.
Em 1872, ao final das reformas nas igrejas, o Largo da Sé recebeu instalações de iluminação a gás e, em 1873, foi calçado com paralelepípedos. No mesmo ano, construiu-se uma escada de pedra ligando a Ladeira do Piques (atual Largo da Memória) à Rua do Paredão (atual Rua Coronel Xavier de Toledo).
Em 1885, o corpo de bombeiros foi transferido para a Praça Clóvis Bevilácqua, onde permanece até hoje.
A partir do início do século XX, a região da Sé passou por transformações radicais. Em 1911, a igreja de São Pedro da Pedra, construída no terreno do então Largo da Sé, foi demolida para dar lugar ao edifício da Caixa Econômica Federal. Da mesma forma, a antiga igreja da Sé e diversas ruas do centro desapareceram para viabilizar a criação de uma nova e ampla praça, bem como a construção de uma nova catedral, a catedral da Sé. Para isso, foi necessário destruir dois quarteirões inteiros.
Em 1922, foi inaugurado o Palacete Santa Helena. Com arquitetura eclética e influência do art déco, o edifício foi considerado um marco na verticalização urbana da capital paulista, reunindo cinco blocos e sete andares, com duas sobrelojas, dois cinemas, quatro lojas e 276 salas multiuso. Em 1971, o palacete foi demolido para dar lugar à Estação Sé do Metrô de São Paulo.
Em 1954, foi inaugurada a Catedral da Sé.
Em 1978, foi inaugurada a Estação Sé do metrô, juntamente com a revitalizada Praça da Sé.

## Demografia
Evolução demográfica do distrito da Sé

## Bairros
Bairros da Sé:
- Anhangabaú
- Liberdade (parte)
- Parque Dom Pedro I
- Mercado
- Sé

## Limites
- Norte: Rua Mauá/Via férrea do Trem Metropolitano de São Paulo (linhas 10 e 11)
- Leste: Avenida do Estado, Avenida Mercúrio e Rua da Figueira
- Sul: Ligação Leste-Oeste e Rua Antônio de Sá
- Oeste: Avenida 23 de Maio, Praça da Bandeira, Vale do Anhangabaú e Avenida Prestes Maia

## Distritos limítrofes
- Bom Retiro (Norte)
- Brás (Leste)
- Cambuci (minimamente) (Sudeste)
- Liberdade (Sul)
- República (Oeste)

## Principais atrações
- Catedral Metropolitana
- Pátio do Colégio
- Mercado Municipal
- Mosteiro de São Bento
- Faculdade de Direito da Universidade de São Paulo
- B3
- Palácio das Indústrias
- Prefeitura Municipal
- Tribunal de Justiça de São Paulo
- Edifício do Banespa
- Edifício Martinelli
- Edifício do Banco do Brasil

|  |  |

## Galeria de imagens

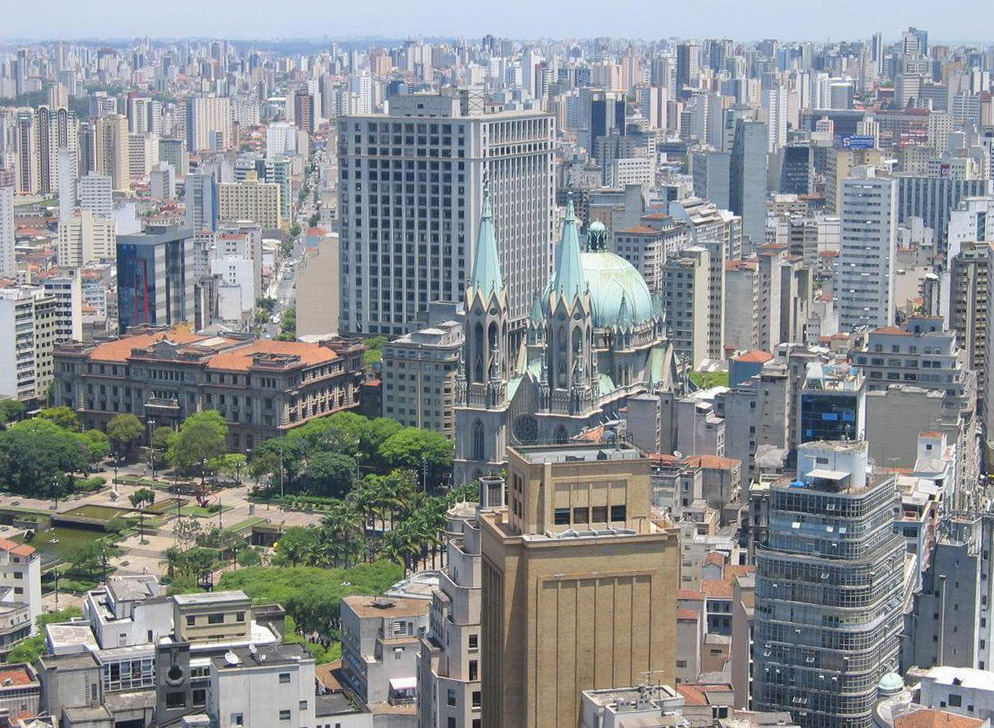
Vista geral da Praça da Sé, com o Palácio da Justiça (esq.) e a Catedral
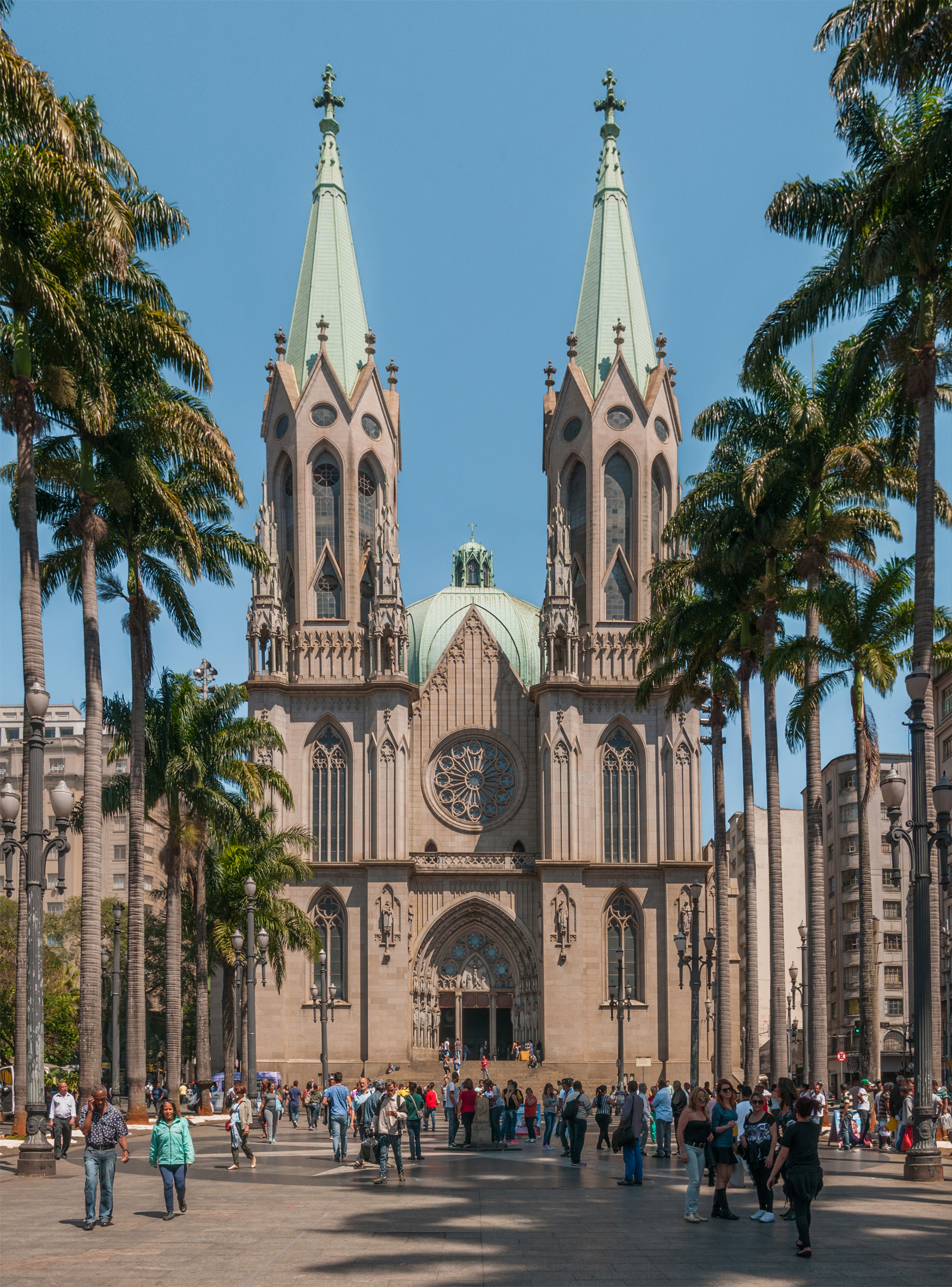
Fachada da Catedral da Sé
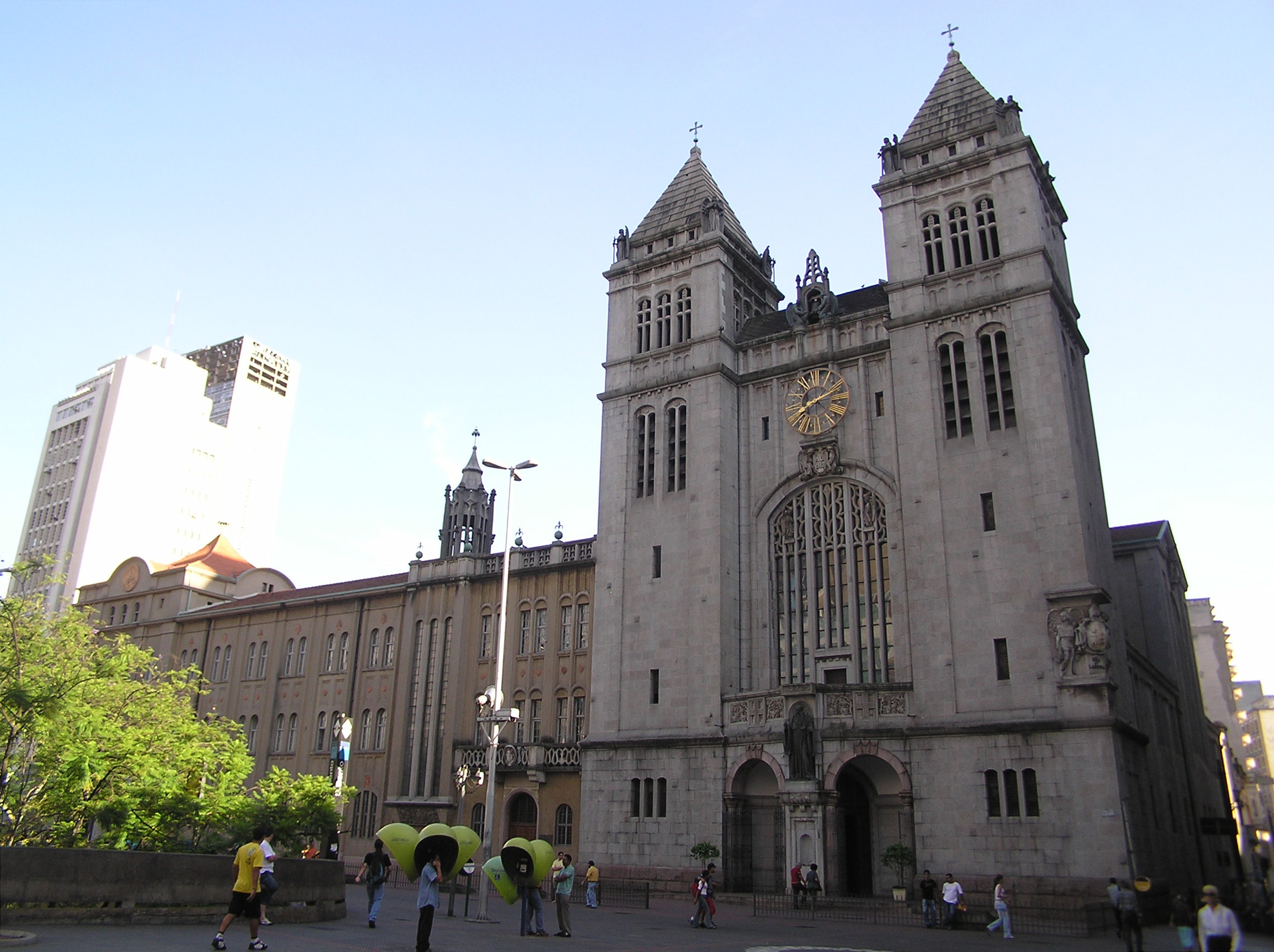
Colégio e Mosteiro de São Bento
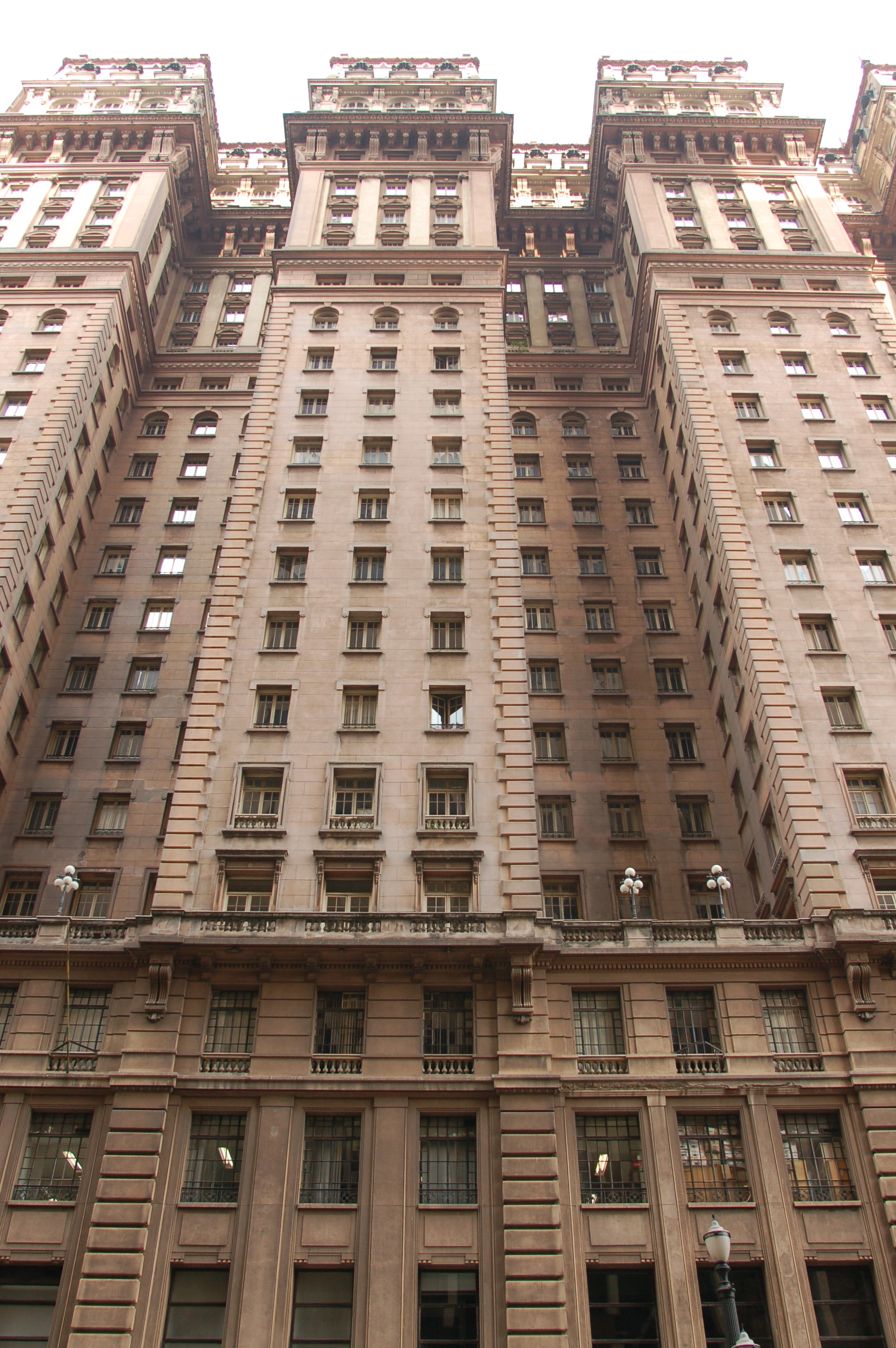
Edifício Martinelli, considerado o arranha-céu mais antigo do Brasil (1929)
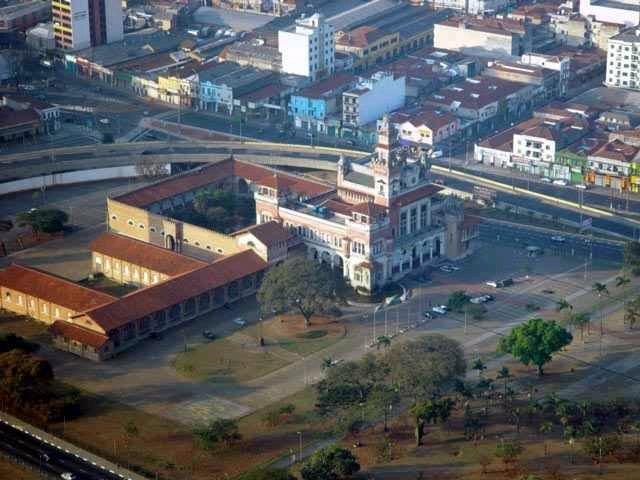
Palácio das Indústrias, tendo, atrás, o Viaduto Diário Popular e a Avenida Mercúrio
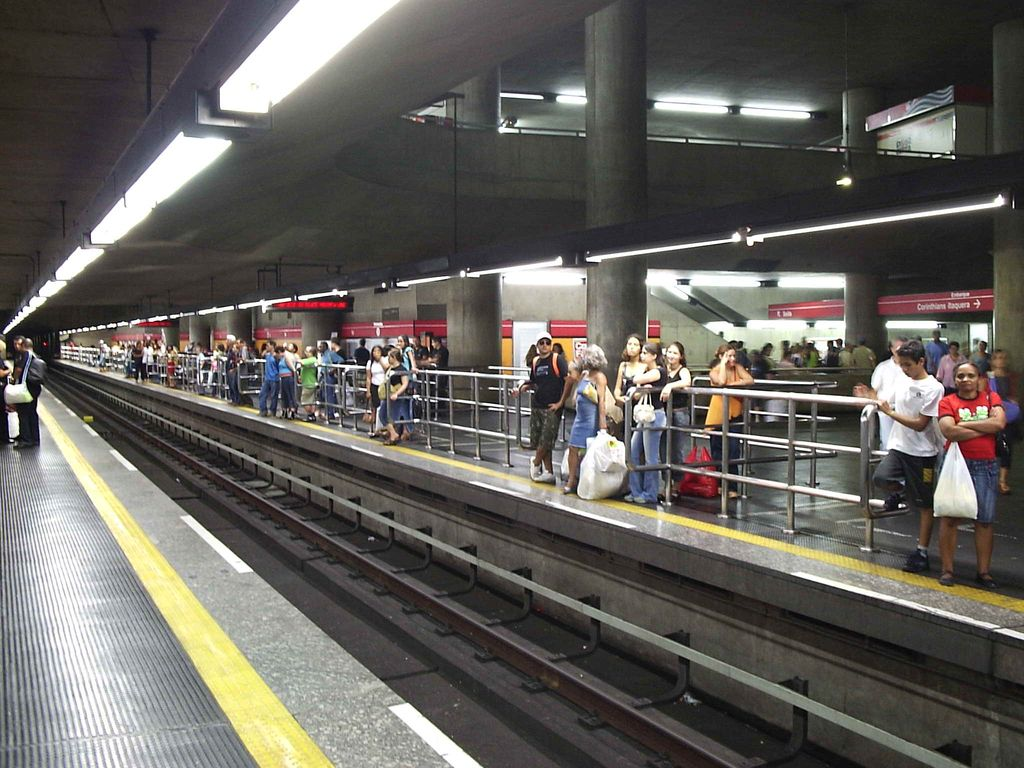
Vista da Estação Sé do Metrô
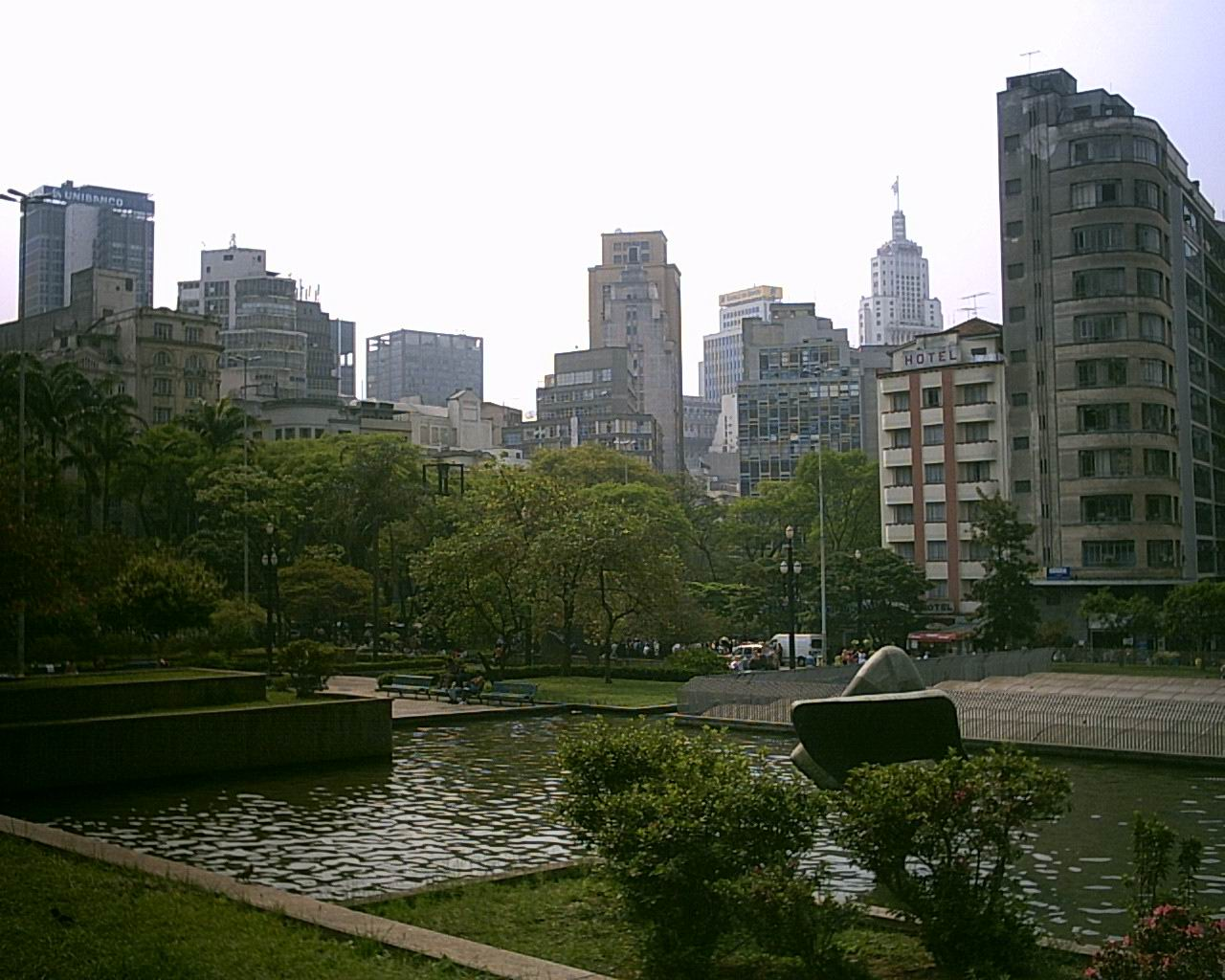
Vista da Praça da Sé